# Vetřelci a volavky (film)
Vetřelci a volavky je krátký dokumentární film České televize, který vznikl v roce 2008 za účasti Státního fondu ČR pro podporu a rozvoj české kinematografie.
Dokumentární film je zaměřen na současný stav výtvarných uměleckých děl umístěných ve veřejném prostoru v období normalizace v letech 1968–1989, a na to, do jaké míry se proměnilo jejich okolí. Pátrá po historii jednotlivých děl a po osudu jejich tvůrců. Ukazuje, že mezi nevkusnými a kýčovitými výtvory se dá nalézt kvalitní realizace renomovaných tvůrců.

## Ohlasy
- Umělecká díla umístěná ve veřejném prostoru v období normalizace v letech 1968–1989 mapuje projekt Vetřelci a volavky.
- Roku 2013 vyšla kniha Vetřelci a volavky autora Pavla Karouse. Kniha získala čestné uznání v soutěži Schönste Bücher aus aller Welt, která více než 50 let oceňuje knihy s nejlepší výtvarnou podobou.[2]